# 陈树湘
陈树湘（1905年1月30日—1934年12月10日），男，湖南长沙人，中国共产党党员，中国工农红军将领。

## 生平
1919年 ，陈树湘参加新民学会发动的长沙反日运动。后在毛泽东、何叔衡等影响下，投身国民革命。1922年秋，加入中国社会主义青年团，1925年7月加入中国共产党。1926年7月，同长沙近郊一批农协骨干随北伐军参加了攻打长沙的战斗，并组建农民自卫武装。1927年马日事变后，参加国民革命军，任武汉国民政府警卫团第四连排长。1927年9月，参加秋收起义，并随部队到达井冈山。
1928年，井冈山会师后，成立红四军。陈树湘历任红四军三十一团七连连长、特务连连长、特务营党代表和二纵队四支队政委等职，参与井冈山根据地斗争。后率部随毛、朱进军赣南、闽西。1930年1月开始，先后任红军汀连独立团团长，福建省军区独立七师、独立九师师长，红十九军五十六师师长，红三十四师101团团长等职。1933年7月，在宁化与清流交界的泉上一役中，率部在雾阁地区设伏，全歼国军援兵一个团。接着，在配合红四师攻占清流县城一战中，又在马屋击溃国军援兵。
1934年3月，陈树湘被任命为红三十四师师长，参加第五次反围剿战争。1934年10月18日，所部编入红五军团参加长征，充当红军全军总后卫。1934年11月底，中央红军主力进抵广西兴安、全州地区，准备渡过湘江，与国民革命军展开激战，史称湘江战役。红三十四师奉命在文市镇以东地区掩护中央红军主力西渡湘江，与国民革命军激战。
12月1日下午，军委纵队全部渡江之后，三十四师被国民革命军阻截在湘江东岸。陈树湘按照中革军委指示，决定率残部突围，转移至湘南开展游击战争。12月9日，陈树湘率部到达道县驷马桥，被国民革命军围攻，陈树湘伤重被俘。12月10日，在被押送途中，他从伤口处掏出肠子绞断自杀身亡。